# Маріус Катілішкіс
Маріус Катілішкіс (народився як Альбінас Маріус Вайткус; 15 вересня 1914 року — 17 грудня 1980 року) — литовський письменник в еміграції.

## Біографія
Альбінас Маріус Вайткус народився  15 вересня 1914 року в Грузджяй, а дитинство провів у селі, від якого він узяв собі псевдонім. Він був дев'ятим з одинадцяти дітей. 
Маріус відвідував школу в Жагаре і працював на фермі свого батька. У 1931 році був призваний на службу в литовську армію радистом. Після служби він влаштувався на роботу в Пасваліську бібліотеку, яку в 1994 році перейменували на його честь. У 1941 році він одружився з вчителькою математики Ельзою Авіжоніте.
У 1944 році  Катілішкіс приєднався до Сил оборони Вітчизни і воював проти Червоної армії під Седою, Литва. Деякі з його переживань під час відступу з Литви до Німеччини лягли в основу його біографічного роману «Покійні не повертаються». Побоюючись депортації до Радянського Союзу, він змінив своє ім’я на Маріус Катілішкіс. 
Катілішкіс провів час у таборах для переміщених осіб, вивчав мистецтво у Фрайбурзі, відомому культурному центрі переміщених литовців. У 1949 році емігрував до США, жив у Нью-Йорку та Чикаго. Він працював на різних фабриках і чорній роботі в районі Чикаго, в тому числі на фабриці. Письменник побудував власний будинок на околиці Лемонта, штат Іллінойс, і жив там до своєї смерті в 1980 році від ускладнень різних хвороб (хвороби серця, цирозу, раку сечового міхура та проблем кровообігу в ногах, настільки серйозних, що обидва стали гангреною і потрібна ампутація).

## Твори
Катілішкіс відомий своїм інтересом до мови, завжди носив блокнот і олівець, щоб робити записи про слова, які він почув; було написано кілька наукових статей про його використання мови.
Свої перші вірші Катілішкіс опублікував у 17 років у 1931 році.
Більшість інших його творів  вперше опубліковані в Чикаго. У 1990 році за мотивами книги вийшов фільм. Деякі критики вважають цей твір найкращим  твором, написаним литовською мовою. Ранні критики порівнювали роман із фламандським живописом.
Книги Катілішкіса відзначені рядом нагород від американо-литовських організацій.